# Destiny 〜21 another one〜
「destiny 〜21 another one〜」（デスティニー トゥエンティワン アナザー ワン）はRAMJET PULLEYの3枚目のシングル。

## 概要
1枚目のシングル「Hello...good bye」のカップリング曲「destiny」のシングルカット。3ヶ月連続リリースの第1弾。

## 収録曲
全曲 作詞：麻越さとみ　作曲：間島和伸　編曲：小林哲・RAMJET PULLEY
1. destiny 〜21 another one〜
  - 1枚目のシングル「Hello...good bye」のカップリング曲「destiny」を少しアレンジ[1]している。
  - 松橋未樹が2ndシングルとしてカバーしたバージョンが、読売テレビ制作・日本テレビ系列『名探偵コナン』のオープニングテーマとして使用された。
  - 愛内里菜&三枝夕夏が「destiny -rearrange version-」としてカバーをしている。
2. Honey

## 収録アルバム
- a cup of day（#1）